# 野七里
野七里（のしちり、英: Noshichiri）は横浜市栄区の町名。現行行政地名は野七里一丁目及び野七里二丁目。住居表示実施済み区域。

## 地理
栄区の南東部に位置する。東から南、南西にかけて上郷町に食い込むように南北に長く、北西は桂台南・犬山町・上之町に接する。南北に長く、北半分が1丁目、南半分が2丁目となっている。2丁目には横浜市立野七里小学校があったが、2006年に区内庄戸の上郷南小学校と統合し、旧上郷南小の位置で庄戸小学校となった。なお現在、旧野七里小の校舎は、横浜市ふるさと歴史財団の下部組織「横浜市埋蔵文化財センター」となっている。南端には横浜市スポーツ協会が運営する栄プールがあり、隣接する上郷町の横浜市資源循環局栄工場の排熱を利用していたが、清掃工場は2001年に稼働を終了している。町内に鉄道はなく、JR根岸線港南台駅および京急本線・京急逗子線・金沢シーサイドライン金沢八景駅への神奈中の路線バスが利用できる。

### 地価
住宅地の地価は、2025年（令和7年）1月1日の公示地価によれば、野七里2-9-20の地点で10万円/m²となっている。

## 歴史

### 沿革
地名は以前の字より取られている。1939年（昭和14年）4月1日に横浜市戸塚区に編入され、戸塚区上郷町の一部となった。1972年より宅地開発が行われ、上郷ネオポリスおよび神奈川県住宅供給公社上郷西ヶ谷団地として宅地開発が行われた。1984年（昭和59年）7月23日に上郷町より分離し、野七里一丁目・二丁目が新設され、同時に住居表示が実施された。1986年に分区により、栄区野七里となり現在に至る。

## 世帯数と人口
2025年（令和7年）6月30日現在（横浜市発表）の世帯数と人口は以下の通りである。
| 丁目         | 世帯数    | 人口    |
| ------------ | --------- | ------- |
| 野七里一丁目 | 1,541世帯 | 2,797人 |
| 野七里二丁目 | 253世帯   | 530人   |
| 計           | 1,794世帯 | 3,327人 |

### 人口の変遷
国勢調査による人口の推移。
| 年                 | 人口  |
| ------------------ | ----- |
| 1995年（平成7年）  | 4,784 |
| 2000年（平成12年） | 4,538 |
| 2005年（平成17年） | 4,143 |
| 2010年（平成22年） | 3,971 |
| 2015年（平成27年） | 3,689 |
| 2020年（令和2年）  | 3,493 |

### 世帯数の変遷
国勢調査による世帯数の推移。
| 年                 | 世帯数 |
| ------------------ | ------ |
| 1995年（平成7年）  | 1,450  |
| 2000年（平成12年） | 1,511  |
| 2005年（平成17年） | 1,498  |
| 2010年（平成22年） | 1,546  |
| 2015年（平成27年） | 1,535  |
| 2020年（令和2年）  | 1,542  |

## 学区
市立小・中学校に通う場合、学区は以下の通りとなる（2024年11月時点）。
| 丁目         | 番地        | 小学校             | 中学校             |
| ------------ | ----------- | ------------------ | ------------------ |
| 野七里一丁目 | 2番         | 横浜市立上郷小学校 | 横浜市立上郷中学校 |
| 野七里一丁目 | 1番 3〜38番 | 横浜市立庄戸小学校 | 横浜市立上郷中学校 |
| 野七里二丁目 | 全域        | 横浜市立庄戸小学校 | 横浜市立上郷中学校 |

## 事業所
2021年（令和3年）現在の経済センサス調査による事業所数と従業員数は以下の通りである。
| 丁目         | 事業所数 | 従業員数 |
| ------------ | -------- | -------- |
| 野七里一丁目 | 30事業所 | 353人    |
| 野七里二丁目 | 10事業所 | 61人     |
| 計           | 40事業所 | 414人    |

### 事業者数の変遷
経済センサスによる事業所数の推移。
| 年                 | 事業者数 |
| ------------------ | -------- |
| 2016年（平成28年） | 41       |
| 2021年（令和3年）  | 40       |

### 従業員数の変遷
経済センサスによる従業員数の推移。
| 年                 | 従業員数 |
| ------------------ | -------- |
| 2016年（平成28年） | 357      |
| 2021年（令和3年）  | 414      |

## 施設
- 埋蔵文化財センター[19]

## その他

### 日本郵便
- 郵便番号 : 247-0024[3]（集配局：大船郵便局[20]）

### 警察
町内の警察の管轄区域は以下の通りである。
| 丁目         | 区域                    | 警察署   | 交番・駐在所 |
| ------------ | ----------------------- | -------- | ------------ |
| 野七里一丁目 | 野七里団地 西ヶ谷ハイツ | 栄警察署 | 上郷交番     |
| 野七里一丁目 | その他                  | 栄警察署 | 庄戸交番     |
| 野七里二丁目 | 全域                    | 栄警察署 | 庄戸交番     |